# Marcus S. Evans

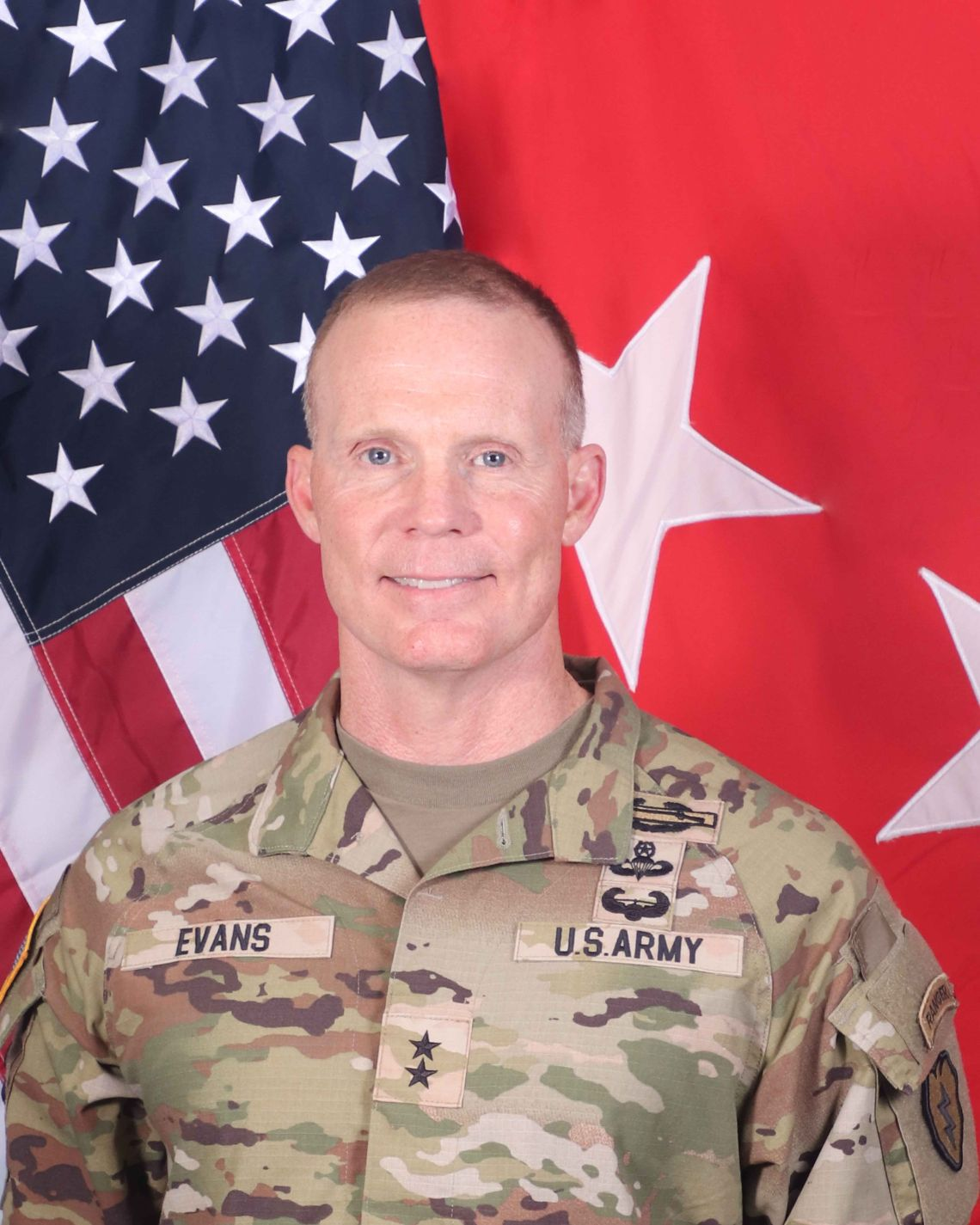
Marcus S. Evans (2023)

Marcus S. Evans (* 1970 in Dalton, Whitfield County, Georgia) ist ein Generalmajor der United States Army. Zur Zeit (Mai 2024) kommandiert er die 25. Infanteriedivision.
Über das ROTC-Programm gelangte Evans im Jahr 1994 in das Offizierskorps des US-Heeres. Dort wurde er als Leutnant der Infanterie zugeteilt. In der Armee durchlief er anschließend alle Offiziersränge vom Leutnant bis zum Zwei-Sterne-General. Im Lauf seiner militärischen Karriere absolvierte er verschiedene Kurse und Schulungen. Dazu gehörten unter anderem der Infantry Officer Advanced Course, das Command and General Staff College und das Naval War College.
In seinen jüngeren Jahren absolvierte er den für Offiziere in den niederen Rangstufen üblichen Dienst in unterschiedlichen Einheiten und Standorten. Dazu gehörten auch Aufgaben als Stabsoffizier in verschiedenen Hauptquartieren. Im Verlauf seiner militärischen Karriere kommandierte er Einheiten auf fast allen Ebenen bis zum Divisionskommandeur. Er war unter anderem im Kosovo, im Irak und in Afghanistan eingesetzt.
Im Jahr 2008 wurde er Stabsoffizier beim 75. Rangerregiment in Fort Benning, dem heutigen Fort Moore. Danach kommandierte er zwischen Februar 2010 und Mai 2011 das 2. Bataillon des 505. Fallschirmjägerregiments. Anschließend kehrte er zum Fort Benning (Fort Moore) zurück, wo er zwischen Juli 2011 und Juni 2013 das 3. Rangerbataillon kommandierte. Es folgte sein Studium am Naval War College und dann eine Versetzung zum Stab des Joint Special Operations Commands in Fort Bragg.
Im Juni 2015 übernahm Marcus Evans das Kommando über das 75. Rangerregiment. Dieses Kommando bekleidete er zwischen dem 25. Juni 2015 und dem 29. Juni 2017. Teile des Regiments waren bei der Operation Freedom's Sentinel in Afghanistan eingesetzt und in Kampfhandlungen verwickelt. Seit März 2017 war das Regiment auch an der Operation Inherent Resolve im Nahen Osten beteiligt. Zwischenzeitlich leitete Evans auch die Stabsabteilung G4 für Logistik und Nachschub der 3. Infanteriedivision.
Zwischen April 2019 und April 2020 war Evans Unterabteilungsleiter in der Stabsabteilung J3 bei den Joint Chiefs of Staff. Dabei leitete er die Abteilung für Sonderoperationen zur Terrorbekämpfung (Director for Special Operations and Counter-Terrorism). In diese Zeit fiel am 2. Juli 2019 seine Beförderung zum Brigadegeneral. Nach seiner Zeit beim Stab der Joint Chiefs of Staff wurde Marcus Evans erneut nach Afghanistan versetzt. Dort war er zwischen Mai 2020 und Juli 2021 Kommandeur der Special Operations Joint Task Force-Afghanistan im Rahmen der NATO-Mission Operations Freedom’s Sentinel.
An diese Mission schloss sich eine Versetzung zum United States Special Operations Command auf der MacDill Air Force Base in Florida an. Dort war er zwischen September 2021 und August 2023 Stabschef dieses Commands. Im August 2023 erhielt er das Kommando über die in Hawaii stationierte 25. Infanteriedivision. Dieses Amt hat er bis heute (Mai 2024) inne.

## Orden und Auszeichnungen
Marcus Evans erhielt im Lauf seiner militärischen Laufbahn unter anderem folgende Auszeichnungen:
- Defense Superior Service Medal
- Legion of Merit
- Bronze Star Medal
- Meritorious Service Medal
- Army Commendation Medal
- Joint Service Achievement Medal
- Army Achievement Medal
- Kosovo Campaign Medal
- Afghanistan Campaign Medal
- Iraq Campaign Medal
- Global War on Terrorism Expeditionary Medal